# Bernardino Scardeone
Bernardino Scardeone (Padua, 1478 o 1482 – 29 de mayo de 1574) fue un historiador, escritor y clérigo italiano, conocido principalmente por sus trabajos académicos sobre la historia de Padua.

## Vida

### Primeros años de vida
Bernardino Scardeone nació en Padua en 1482, hijo de Angelo y Giacoma Nardini, en una familia de artesanos de modesto nivel económico, que más tarde intentó ennoblecer inventando una descendencia del linaje da Carturo.
Fue el segundo hijo y el segundo varón de siete hermanos y hermanas. De sus hermanos, Giovanni Maria fue monje olivetano en el monasterio paduano de S. Benedetto Novello, mientras que Giacomo y Vincenzo adquirieron sólidas reputaciones, respectivamente, como médico y como cirujano.

### Carrera
Scardeone fue ordenado sacerdote en diciembre de 1505 y el 1 de junio de 1506 el obispo de Padua Pietro Barozzi lo nombró rector de la iglesia de Santa Maria di Murelle.
En 1538, Scardeone completó los siete libros de De castitate ("De la castidad"), la más exigente de sus obras religiosas. En 1540, Scardeone había obtenido el cargo, que ocupó hasta su muerte, de confesor de las monjas benedictinas de San Stefano.
Habiendo alcanzado la cima de su carrera eclesiástica en 1556, Scardeone poco después también se dedicó a publicar su obra principal, De antiquitate urbis Patavii et claris civibus Patavinis libri tres, in quindecim Classes Distinti, un diccionario biográfico de ilustres paduanos, desde la época romana hasta 1559.

## Obras
- De castitate libri septem, 1542.[3][4]
- Nave evangelica esposizione per la religione, 1551.[2]
- De antiquitate urbis Patavii, & claris civibus Patavinis libri tres, in quindecim Classes Distinti, 1560.[5]